# 張緯
張緯（1477年—1525年），字文之，自號渭涯子，陝西西安府咸陽縣人，軍籍，明朝政治人物。

## 生平
弘治十四年（1501年）陝西鄉試第三十六名舉人。正德十六年（1521年）中式辛巳科會試第九十七名，登第二甲第八十八名進士。嘉靖元年（1522年）选授江西道监察御史，三年甲申（1524年）巡视居庸諸关，四年奉命巡按辽东，因病未行，不久卒于京师，年四十九。

## 家族
曾祖張憲；祖父張讓，號龙岩；父張斌，曾任山西太平縣丞，贈江西道御史。母王氏，贈孺人。永感下。